# Peter Medak
Peter Medak né Medák Péter le 23 décembre 1937 à Budapest est un réalisateur et producteur hongrois, ainsi qu'un réalisateur de télévision pour des productions britanniques et américaines.

## Biographie
Peter Medak est né à Budapest, en Hongrie, dans la famille juive d'Elisabeth (née Diamounstein) et de Gyula Medak, un fabricant de textiles. En 1956, il a fui son pays natal pour le Royaume-Uni en raison de l'insurrection de Budapest.
Medak se fait remarquer au début des années 1970 en réalisant deux films adaptant une oeuvre théâtrale.  D'abord, A Day in the Death of Joe Egg, d’après une pièce de Peter Nichols et portant sur un couple dont la fillette paralysée est réduite à un état végétatif.  Puis Dieu et mon droit, adaptation d'une pièce satirique de Peter Barnes dans laquelle un noble britannique, incarné par Peter O'Toole, croit être Jésus-Christ.  Le film est présenté en compétition au Festival de Cannes et y est bien accueilli.  De plus, O'Toole verra son interprétation soulignée par une nomination aux Oscars.
Medak se voit alors approché par Peter Sellers qui lui propose de réaliser son prochain film, Ghost in the Noonday Sun, un film de pirates adapté d'un roman de Sid Fleishman.  Le tournage s'avèrera houleux et le film qui en résulte ne sera pas présenté au public.  En 2018, Medak réalise un documentaire, The Ghost of Peter Sellers, dans lequel il revient sur ce moment douloureux de sa carrière.
Par ailleurs, Medak réalise des films illustrant certaines chansons du groupe Pink Floyd en concert lors de leur tournée americaine en 1975, comme Speak to Me, Money ou Us and Them.  Il réalise également quelques épisodes de séries anglaises comme Cosmos 1999 ou  Les Professionnels.
À la fin des années 1970, Medak se rend au Canada pour y tourner L'Enfant du diable, un drame fantastique mettant en vedette George C. Scott.  Le film s'illustre à la première remise des prix Génie du cinéma canadien, récoltant huit prix dont celui du meilleur film.  Mais, curieusement, Medak ne sera pas en lice pour le prix de la mise-en-scène. 
C'est à Hollywood  que Medak réalise son film suivant, la comédie satirique La Grande Zorro en 1981, avec George Hamilton dans un double rôle.  Il doit également réaliser Cujo, adaptation d'un roman de Stephen King, mais il quitte assez vite le projet qui sera mené à terme par Lewis Teague.  Dans les années qui suivent, c'est surtout la télévision qui occupe Medak.  Il tourne des épisodes de séries assez populaires, comme Les Enquêtes de Remington Steele ou Magnum.
De retour en Angleterre au début des années 1990, il réalise Les Frères Krays, l’histoire de deux jumeaux qui, dans les années soixante, furent les rois de la pègre londonienne.  ll tourne ensuite avec sa  femme, la chanteuse Julia Migenes, La Voix humaine, version  filmée de l'opéra de Francis Poulenc d’après l'oeuvre de Jean Cocteau, avant d'enchainer avec L'Âge de vivre, qui relate une autre page sombre de la chronique judiciaire anglaise, le procès et la condamnation à mort de Derek Bentley.  Medak signe aussi le thriller satirique Romeo Is Bleeding, dans lequel Gary Oldman incarne un flic corrompu.  Le film est critiqué pour sa violence et tièdement reçu à sa sortie.
Vers la fin des années 1990, Medak adapte pour la télévision deux classiques littéraires : Quasimodo Notre-Dame de Paris d'après Victor Hugo et David Copperfield d'après Charles Dickens.  Puis, toujours pour la télévision,  Medak dirige des épisodes de plusieurs séries (La Caravane de l'étrange, Breaking Bad, Cold Case : Affaires classées).  Il termine sa carrière avec le documentaire The Ghost of Peter Sellers, retour sur le moment le plus difficile de sa longue carrière.

## Filmographie

### Comme réalisateur

#### Cinéma
- 1968 : Negatives
- 1972 : Dieu et mon droit (The Ruling Class)
- 1972 : A Day in the Death of Joe Egg
- 1973 : Ghost in the Noonday Sun
- 1978 : The Odd Job
- 1980 : L'Enfant du diable (The Changeling)
- 1981 : La Grande Zorro (Zorro, the Gay Blade)
- 1986 : The Men's Club
- 1990 : La Voix humaine
- 1990 : Les Frères Krays (The Krays)
- 1991 : L'Âge de vivre (Let Him Have It)
- 1993 : Romeo Is Bleeding
- 1994 : Pontiac Moon
- 1998 : La Mutante 2 (Species II)
- 2004 : Peter Gabriel: Play (vidéo)

#### Télévision
- 1965 : Court Martial (série télévisée)
- 1969 : Strange Report (série télévisée)
- 1972 : Amicalement vôtre (The Persuaders!) (épisode : "Une rancune tenace" ) (Someone Waiting) (série télévisée)
- 1973 : The Third Girl from the Left
- 1976 : Sporting Chance
- 1977 : The Rocking Horse Winner
- 1977 : Cosmos 1999 (Space: 1999) (série télévisée)
- 1978 : Les Professionnels (The Professionals) (série télévisée)
- 1978 : Le Retour du Saint (Return of the Saint) (série télévisée)
- 1980 : The Babysitter (en)
- 1981 : Mistress of Paradise
- 1982 : Cry for the Strangers
- 1982 : Pour l'amour du risque (Hart to Hart) (série télévisée)
- 1982 : Cosmic Princess
- 1983 : Les Enquêtes de Remington Steele (Remington Steele) (série télévisée)
- 1984 : Breakin' Through
- 1985 : Magnum (Magnum, P.I.) (série télévisée)
- 1985 : Otherworld (série télévisée)
- 1987 : Hôpital St Elsewhere (St. Elsewhere) (série télévisée)
- 1987 : Les Incorruptibles de Chicago (Crime Story) (série télévisée)
- 1987 : La Cinquième Dimension (The Twilight Zone) (série télévisée)
- 1987 : Faerie Tale Theatre (série télévisée)
- 1987 : La Belle et la Bête (Beauty and the Beast) (série télévisée)
- 1988 : Mont-Royal (Mount Royal) (série télévisée)
- 1989 : The Metamorphosis, a Study: Nabokov on Kafka
- 1989 : China Beach (série télévisée)
- 1992 : Les Contes de la crypte (Tales from the Crypt) (série télévisée)
- 1996 : Kindred : Le Clan des maudits (Kindred: The Embraced) (feuilleton télévisé)
- 1997 : Quasimodo Notre-Dame de Paris (The Hunchback)
- 1998 : Homicide (Homicide: Life on the Street) (série télévisée)
- 1999 : New York, unité spéciale (Law & Order: Special Victims Unit) (série télévisée)
- 2000 : David Copperfield
- 2001 : Le protecteur (The Guardian) (série télévisée)
- 2001 : Les racines du destin (Feast of All Saints)
- 2002 : Sur écoute (The Wire) (série télévisée)
- 2003 : La Caravane de l'étrange (Carnivàle) (série télévisée)
- 2004 : Sept à la maison (7th Heaven) (série télévisée)
- 2004 : Dr House (House M.D.) (série télévisée)
- 2006 : Miss Marple (Marple: By the Pricking of My Thumbs)
- 2006 : Dernier Recours (In Justice) (série télévisée)
- 2007 : Les Maîtres de l'horreur (Masters of Horror) (série télévisée)
- 2008 : Sexe et mensonges à Las Vegas (Sex and Lies in Sin City)
- 2009 : Breaking Bad (série télévisée)
- 2009 : Cold Case : Affaires classées (Cold Case) (série télévisée)
- 2017 : Dating Game Killer (en) (téléfilm)

### Comme producteur
- 1966 : Kaleidoscope
- 1967 : Une fille nommée Fathom (Fathom)
- 1997 : Quasimodo Notre-Dame de Paris (The Hunchback) (TV)

### Comme acteur
- 1994 : Le Flic de Beverly Hills 3 (Beverly Hills Cop III) : Man at Corner

## Récompenses et distinctions
- Prix Génie du meilleur film en 1980 pour L'Enfant du diable.